# Día Internacional de la Lucha contra la Islamofobia
El Día Internacional de la Lucha contra la Islamofobia es una jornada que se celebra el 15 de marzo desde 2023, fue proclamado por la Asamblea General de las Naciones Unidas en 2022 a iniciativa de la Organización de Cooperación Islámica (OCI).

## Proclamación
El Día Internacional de la Lucha contra la Islamofobia fue proclamado por la Asamblea General de las Naciones Unidas el 15 de marzo de 2022, tras la adopción unánime de una resolución que establece esta fecha como un día de conmemoración oficial.  La iniciativa fue presentada por Pakistán en nombre de la Organización de Cooperación Islámica (OCI), señalando que la islamofobia ha emergido como una nueva forma de racismo que incluye prohibiciones discriminatorias de viaje, discurso de odio y la estigmatización de mujeres y niñas por su vestimenta. La islamofobia se intensificó especialmente después de los atentados del 11 de septiembre de 2001, lo que generó un clima de desconfianza y hostilidad hacia los musulmanes en Europa y Estados Unidos. La proclamación tiene como objetivo combatir la discriminación, la hostilidad y el odio contra los musulmanes, y promover un diálogo global para fortalecer la cultura de paz, el respeto de los derechos humanos y la diversidad religiosa. La resolución también enfatiza que el terrorismo y el extremismo violento no deben asociarse con ninguna religión, grupo étnico o civilización.

## Celebración
Este día se celebra anualmente el 15 de marzo para conmemorar los ataques islamofóbicos realizado a dos mezquitas en Christchurch, Nueva Zelanda, el 15 de marzo de 2019, donde 51 perdieron la vida y muchas más resultaron heridas. La primera celebración oficial del día tuvo lugar en 2023. Desde entonces, se realizan actividades como conferencias, debates, campañas de concienciación y actos conmemorativos que buscan educar al público sobre la islamofobia y fomentar la tolerancia religiosa. Las Naciones Unidas, junto con la OCI y otras organizaciones, lideran estos esfuerzos a nivel internacional para promover la comprensión mutua y contrarrestar el discurso de odio.